# Дача Стамболи
Дача Стамбо́ли — особняк семьи крупных табачных фабрикантов начала XX века в г. Феодосия (Крым) 1909—1915 года постройки. Ныне — двухуровневый музей: основная экспозиция рассказывает историю дома и семьи его первых владельцев, другая часть хранит ценности подводной археологии. Признан памятником культурного наследия. Одна из достопримечательностей Феодосии, расположена рядом с железной дорогой, зданием санатория «Волна», напротив Сарыгольского моста. С конца 2020 г. музей закрыт для посещения в связи с проведением капитальных реставрационных работ.

## История

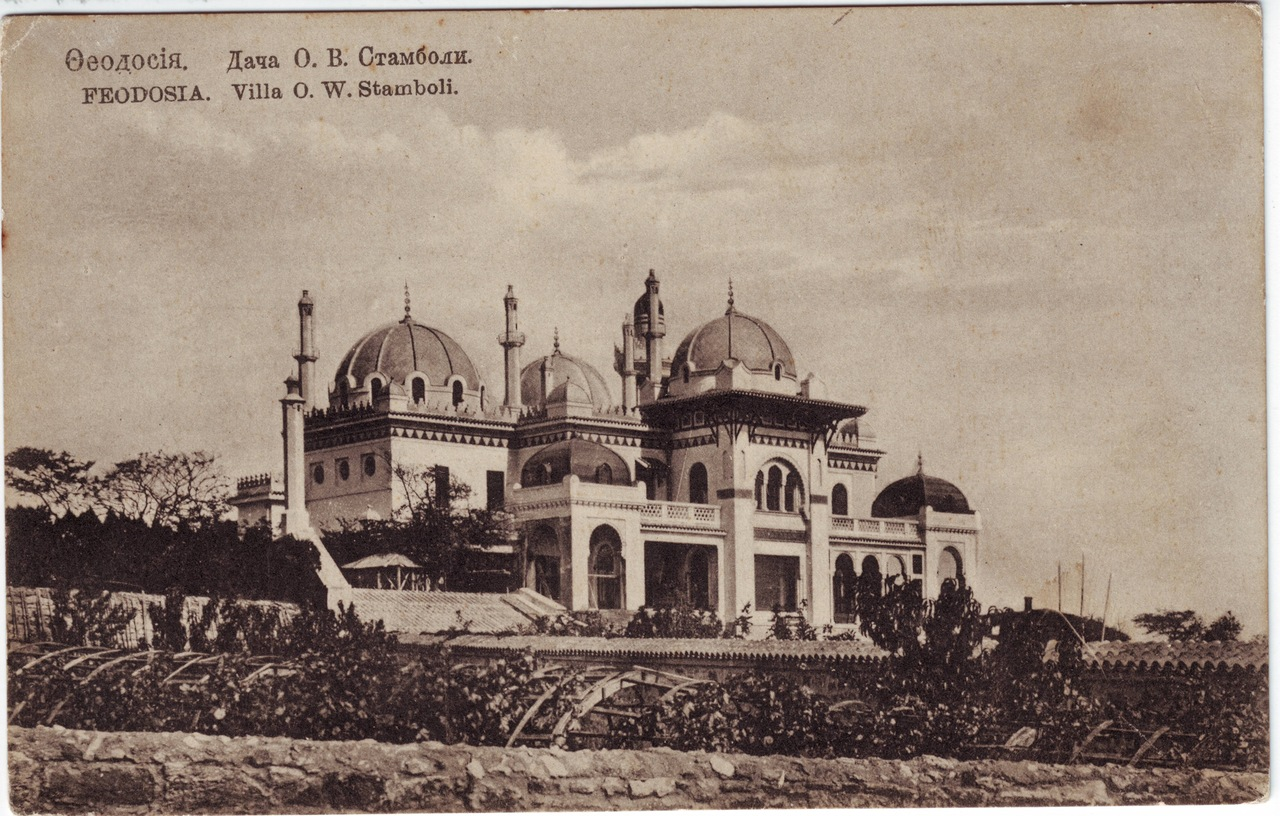
Фотография до 1917 года

Возведение приморской виллы по проекту петербургского архитектора О. Э. Вегенера началось в 1909 году и продолжалось пять лет.
Купец первой гильдии Иосиф Стамболи, сын табачного фабриканта Вениамина Стамболи, хотел преподнести усадьбу в качестве свадебного подарка своей будущей супруге Рахили Ильиничне Бобович. Строительство дачи обошлось Иосифу Стамболи в очень крупную по тем временам сумму — 1 миллион 100 тысяч рублей.
Строительство здания в испано-мавританском стиле завершилось в 1915 году.
В отстроенном особняке Иосиф Стамболи прожил всего три года. После Октябрьской революции вся семья Стамболи покинула Крым и поселилась во Франции.
Зимой 1918 года дача подверглась разграблению. Полковник Н. Н. Кришевский писал: "В Феодосии солдаты [демобилизованные Кавказского фронта] расположились как у себя дома, заняв роскошные дачи на берегу. Я помню, как из дивной дачи Стамболи выносили изящную мебель красного дерева, тут же ломали и жгли на кострах, где варили себе еду в котелках." 
В 1920 году дача стала местом размещения ВЧК.
С 1921 года в помещениях дачи располагался один из первых в Крыму санаториев для трудящихся. В 1925 году санаторий получил название «Московский совработник», а перед войной санаторию присвоили имя Иосифа Сталина.
Во время оккупации Феодосии немецко-румынскими войсками дача Стамболи служила госпиталем для немецких раненых солдат и офицеров. Рядом с ней находилось немецкое кладбище для военнослужащих 132-й пехотной дивизии генерала Фрица Линдеманна с более чем 1500 захоронениями к 1944 году. После освобождения города кладбище сравняли с землёй. В 2003 году немецкое общество «Фольксбунд», совместно со специалистами Феодосийского краеведческого музея и поисковым отрядом «Юг» провели эксгумацию, и останки были перезахоронены на немецком военном кладбище у села Гончарное.
В 1970—1980 годах на базе Дачи Стамболи действовал Республиканский наркологический психотерапевтический центр МОЗ УССР под руководством Народного врача СССР Александра Довженко.
После распада СССР дача была выкуплена частными лицами и превращена в ресторан. Несмотря на то, что она стала объектом бизнеса, дача постепенно разрушалась.

## Архитектура
Здание построено в стиле модерн с доминирующим экстерьером в неомавританском стиле. Из галереи у главного входа открывается просторный вид на Феодосийский залив. Дача своим видом придаёт местности богатый восточный колорит: высокий минарет усадьбы, террасы, башенки и вечнозелёные кипарисы, которые растут вокруг, — всё это следы былого величия и богатства семейства Стамболи.
Внутренняя отделка дачи не менее роскошна. Строители использовали мрамор различных цветов и оттенков, ценные породы дерева, лепные украшения и скульптуры. Работы по камню выполнили феодосийские мастера Яни Фока, братья Бреховы, Яни Косари, А. Борисов, И. Ладонкин, А. Шмидт, А. Васильев, Ю. Голонос, а также петербургский мастер Матфей Королев.
Дом Иосифа Стамболи был последним подобным роскошным строением на набережной Феодосии, поскольку начавшаяся после окончания её строительства Первая мировая война, а затем и нагрянувшая Гражданская война уже не позволили местным жителям строить такие дорогие здания.
Поэт Максимилиан Волошин после революции писал, что строения, подобные даче Стамболи и другим виллам на феодосийской набережной, абсолютно безвкусны и развращают вкусы народа. Он даже сожалел, что большевики не взорвали роскошные здания, оставив город пребывать в состоянии своего рода «Музея дурного вкуса». Благодаря статье Максимилиана Волошина «Искусство в Феодосии», из-за превратного её понимания, в интернете поэта сегодня часто обвиняют в том, что он предлагал взорвать дачу и лишить таким образом феодосийцев архитектурного достояния.
В статье «Искусство в Феодосии» Максимилиан Волошин писал:

Екатерининская набережная с её дворцами в стиле турецких бань, Публичных домов и лимонадных киосков, с её бетонными Эрехтейонами, гипсовыми «Милосами», голыми фисташковыми дамами с декадентских карт-посталей представляет совершенно законченный «Музей Дурного Вкуса». Большевики и анархисты, в руках которых Феодосия побывала дважды, не захотели оказать ей единственной услуги, на которую были способны: они не взорвали этих вилл. Не думаю, чтобы этим тонким и злым способом они хотели наказать буржуазию, сохранив её позор на будущие времена,— нет, они сами находились под обаянием монументальности этих построек: мещанин мещанина чует издалека…

Фрагменты интерьера
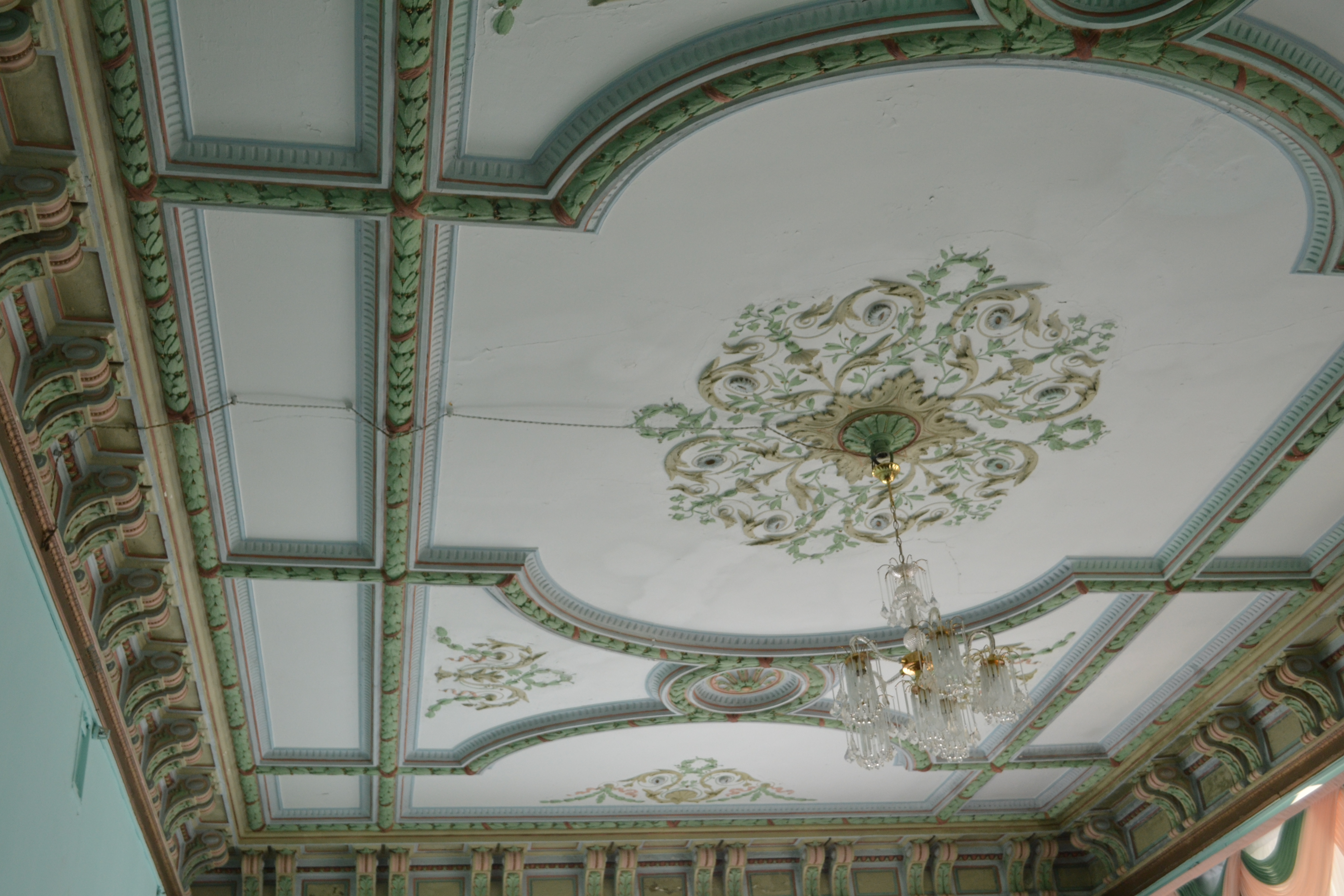
Потолок одной из комнат усадьбы
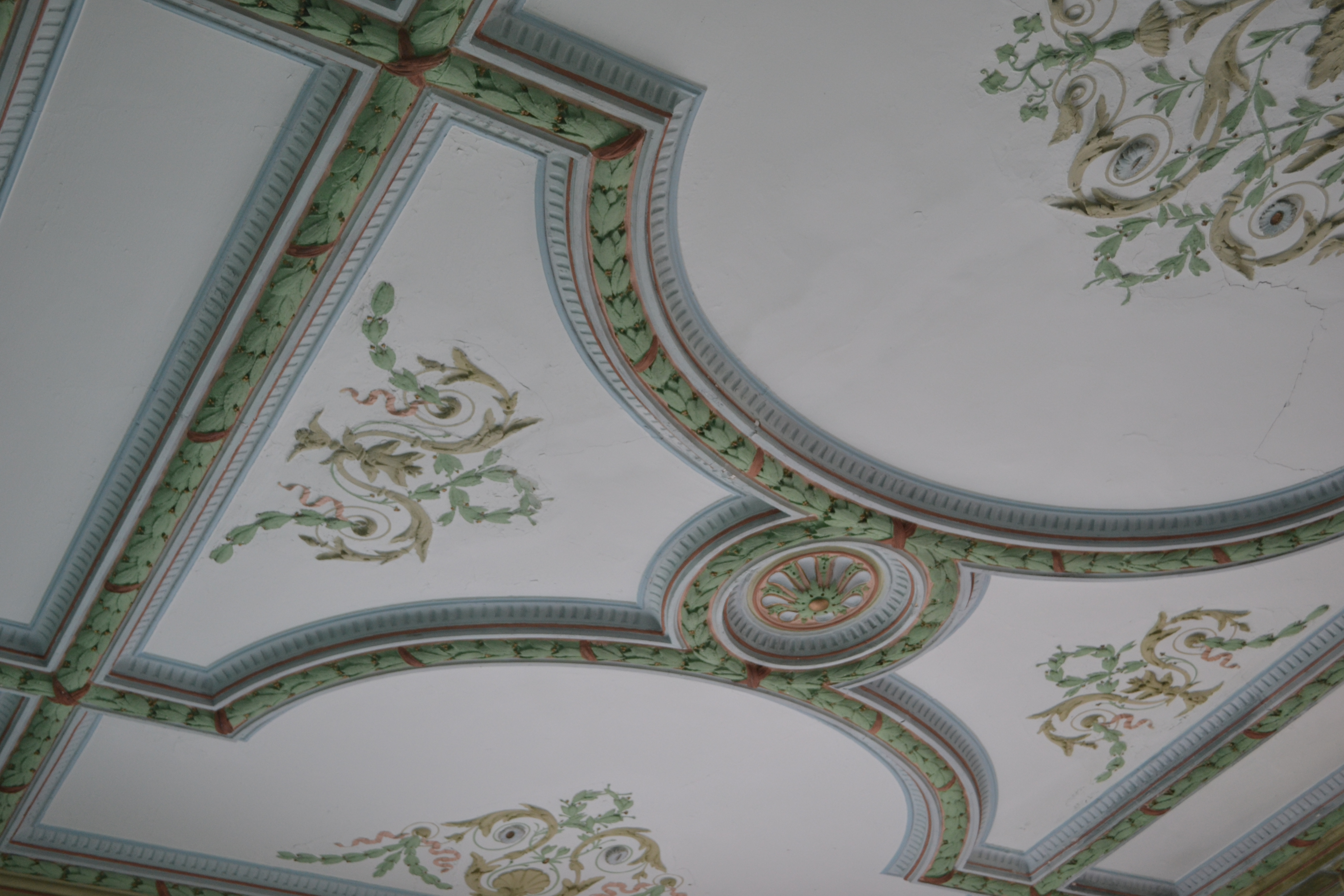
Элементы потолка дачи
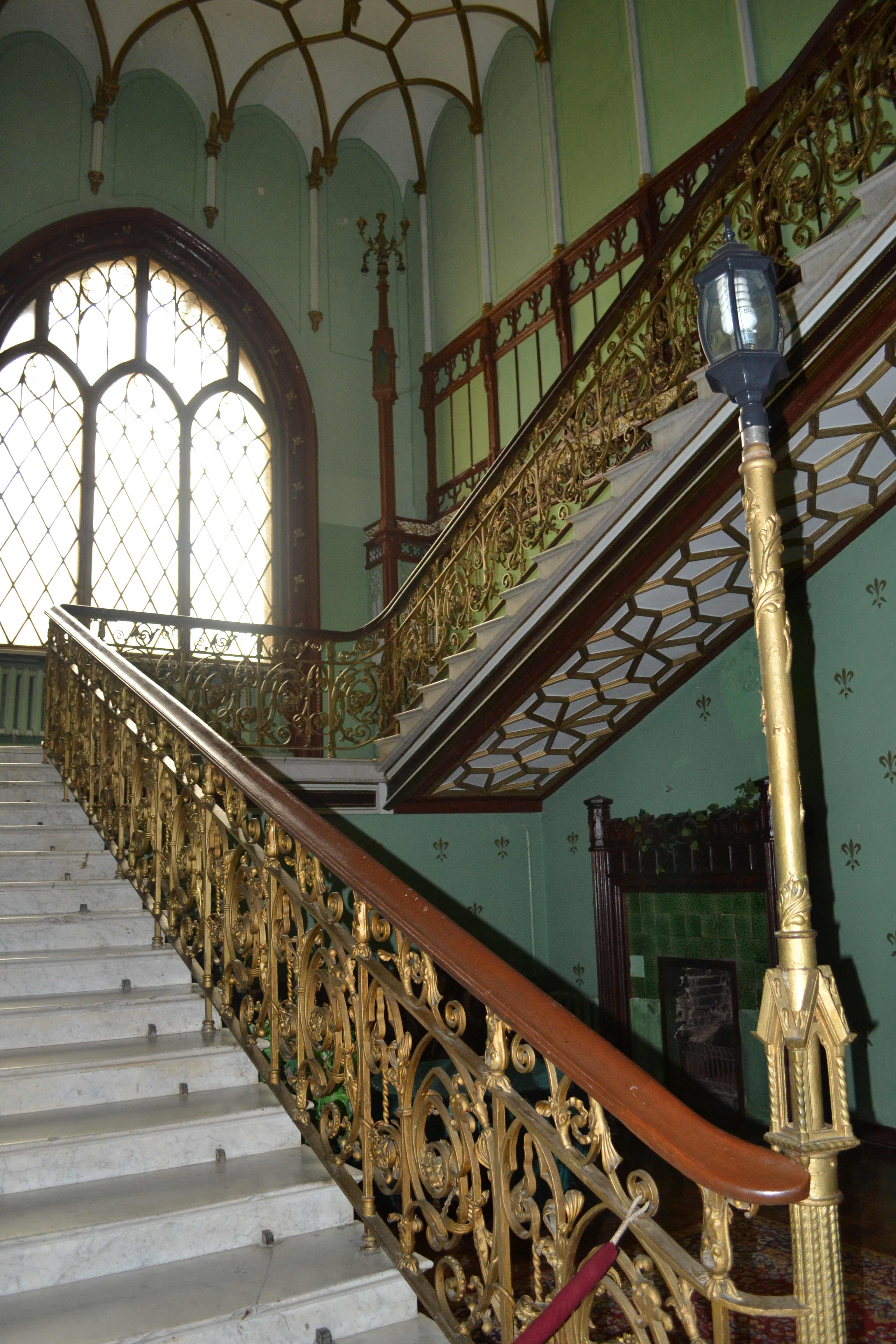
Лестница, которая ведет на второй этаж дачи

## Современное состояние
В постсоветское время на территории усадьбы действовало кафе с одноимённым названием. В 1999 году там однажды обедал бывший президент Украины Леонид Кучма.
На территории сохранились надгробия с караимского кладбища.
В мае 2013 года в помещениях дачи открылся первый на Украине музей подводной археологии и лаборатория по исследованию морских находок. Музей и лаборатория являются филиалом Крымского республиканского учреждения «Черноморский центр подводных исследований».
Впервые о решении открыть в Феодосии такой музей заявил бывший мэр города Александр Бартенев, после того как Крым посетил один из инспекторов ЮНЕСКО. По словам Бартенева, музей должен стать не менее привлекательным местом для туристов, чем Национальная картинная галерея имени И. К. Айвазовского.
В 2015—2017 годах на даче, получившей после аннексии Крыма Российской Федерацией статус объекта культурного наследия народов РФ федерального значения, были проведены научно-исследовательские, первоочередные противоаварийные и частично ремонтно-реставрационные работы.
С конца 2020 г. музей закрыт для посещения в связи проведение капитальных реставрационных работ. Подрядчиком выбрана московская компания «Баварский дом», отвечающая за восстановление большинства культурных объектов Крыма и иных регионов России. Открытие дачи Стамболи запланировано на конец 2022 г.